# Dicranella martiana
Dicranella martiana là một loài rêu trong họ Dicranaceae. Loài này được Hampe Hampe mô tả khoa học đầu tiên năm 1879.